# Коковцев, Савва Григорьевич
Савва Григорьевич Коковцев — капитан 1-го ранга, участник Чесменского морского сражения.

## Биография
Происходил из дворянского рода Коковцовых. В 1761 году поступил кадетом в Морской шляхетный корпус, из которого выпущен 16 июня 1768 года мичманом в Балтийский флот.
В 1769 году находясь на фрегате «Африка» и состоя в эскадре контр-адмирала Эльфинстона Коковцев перешёл из Кронштадта в Портсмут и далее в Средиземное море (Первая Архипелагская экспедиция). Там ему довелось принять участие в сражениях с турками при Чесме и в Хиосском проливе, за отличие был в 1771 году награждён орденом св. Георгия 4-й степени. В плаваниях в Архипелаге Коковцев находился до 1775 года, когда вернулся в Кронштадт.
В 1780—1781 годах Коковцев командовал кораблём «Князь Владимир» и состоя в эскадре бригадира Н. Л. Палибина совершил плавание в Лиссабон и обратно в Кронштадт. С 1782 года командовал различными кораблями Балтийского флота: пинком «Кильдюин», транспортом «Верблюд», линейными кораблями «Иезекииль» и «Царь Константин».
С началом в 1788 году войны со шведами Коковцев был 7 апреля 1788 года произведён в капитаны 1-го ранга и получил в командование корабль «Дерись» и во время Гогландского сражения по неустановленной причине самовольно покинул бой (по другой версии — слишком долго шёл на помощь сражающимся русским кораблям). За это адмиралом С. К. Грейгом он был отстранён от должности и отдан под суд. В январе 1789 года суд приговорил Коковцева к смертной казни, однако императрица Екатерина II даровала Коковцеву помилование и по её высочайшему повелению последний был лишён всех чинов и орденов, разжалован в матросы и навечно переведён в Черноморский флот.

«Всяк человек погрешителен, но непростителен тот, кто не желает заслужить. Нам же случаи к оправданию подавать по христианству и по человечеству должно. Бывший капитан Коковцев подвергнул себя строгости законов. Я его испросил сюда для употребления, чтобы подать ему случай. В звании же матроса сие невозможно, то я предписываю Вашему Сиятельству именовать его впредь не матросом, но ученым навигатором. С сим званием он может начальствовать над нижними чинами, не имеющими Офицерского чина».— Ордер князя Потемкина контр-адмиралу графу Войновичу 1789 года июня 8

«Ученый навигатор Коковцев не имеет определенного жалованья, а человек бедный; снабдите, Ваша Светлость, повелением, по скольку ему производить, такое ли, как перед его несчастием получаемое, или особливо. Притом долг мой велит донести, что весьма чувствует свою потерю и рвется повсюду, хотя бы лишиться жизни, но заслужить и паки, да и знаниями снабжен довольно, от которого и помощи получить можно».— Из рапорта контр-адмирала М. И. Войновича

«Ученого навигатора Коковцева определил к командованию нового катера, и сие в сходность его жалования; приказал иметь попечение о наилучшем оснащении оного».— Из рапорта контр-адмирала М. И. Войновича
Дата и место смерти Коковцева не выяснены.
Его брат, Матвей Григорьевич Коковцев, также служил в русском императорском флоте и был известным писателем.